# قرخلو (تکاب)
قرخلو (تکاب)، روستایی از توابع بخش مرکزی شهرستان تکاب در استان آذربایجان غربی ایران است. این روستا در دهستان انصار قرار دارد. مردم این روستا ترک قرخلو هستند و به زبان ترکی آذربایجانی تکلم می‌کنند.

## نام
نام این روستا از ایل قرخلو گرفته شده‌است. ایل قرخلو یکی از دو شاخه بزرگ ایل افشار بوده‌است.
همجنین در نقاط دیگری نیز به دلیل وجود مردمی از ایل قرخلو، نام قرخلو به خود گرفته‌اند:

روستای قرخلو از توابع بخش مرکزی شهرستان ارومیه

روستای قرخلو از توابع بخش درودزن شهرستان مرودشت

## جمعیت
این روستا در دهستان انصار قرار دارد و بر اساس سرشماری مرکز آمار ایران در سال ۱۳۹۵، جمعیت این روستا برابر با ۲۸۶ نفر (۸۸ خانوار) بوده‌است. 
مردم این روستا از ایل قرخلو هستند و به زبان ترکی آذری تکلم می‌کنند.